# سانتياغو ماجالان
سانتياغو ماجالان (بالإسبانية: Santiago Magallan)‏ هو لاعب كرة قدم أرجنتيني في مركز الوسط، ولد في 8 مايو 1992 في لابلاتا في الأرجنتين. لعب مع كولتورال ليونيسا.

## وصلات خارجية
- سانتياغو ماجالان على موقع قاعدة بيانات كرة القدم.إي يو (الإنجليزية)
- سانتياغو ماجالان على موقع Soccerway.com (الإنجليزية)
- سانتياغو ماجالان على موقع عالم كرة القدم.نت (الإنجليزية)